# 李建榕
李建榕（1966年—），女，汉族，中华人民共和国政治人物、航空发动机专家，现任中国共产党第二十届中央委员会候补委员，中国航空工业集团公司沈阳发动机设计研究所高级专务兼副所长、中航工业空天研究院总工程师。